# كادزأكي كوإيهدزكا
كادْزُأَكي كوإيهدْزُكا (باليابانية: 肥塚 一晃) (10 فبراير 1967 في أوساكا في اليابان – )؛ هو لاعب كرة قدم ياباني سابق كان يلعب كلاعب وسط.

## وصلات خارجية
- كادزأكي كوإيهدزكا على موقع رابطة كرة القدم اليابانية للمحترفين (اليابانية)
- كادزأكي كوإيهدزكا على موقع عالم كرة القدم.نت (الإنجليزية)